# شمال (خوست)
شمال (به لاتین: Shamal) یک منطقهٔ مسکونی در افغانستان است که در ولسوالی شمل واقع شده‌است. شمال ۱٬۵۸۱ متر بالاتر از سطح دریا واقع شده‌است.